# Хайнкенборстель
Хайнкенборстель (нем. Heinkenborstel) — община в Германии, в земле Шлезвиг-Гольштейн. 
Входит в состав района Рендсбург-Экернфёрде. Подчиняется управлению Хоэнвештедт-Ланд.  Население составляет 136 человек (на 31 декабря 2010 года). Занимает площадь 7,55 км².